# Varis Brasla
Pour les articles homonymes, voir Brasla.
Varis Brasla, né le 25 avril 1939 à Riga en Lettonie, est un réalisateur et scénariste letton.
Il est né dans la famille d'acteurs Žanis et Valija Brasla. En 1957-1962, il étudiait à l'Académie des arts du théâtre de Saint-Pétersbourg, puis, en 1968, dans le studio de réalisateurs et scénaristes à Moscou.
À partir de 1965, Varis Brasla travaillait à Riga Film Studio. Il y était assistant des réalisateurs Rolands Kalniņš, Oļģerts Dunkers, Aloizs Brenčs, Gunārs Cilinskis et Rostislavs Gorjajevs.
Pour son premier long métrage Sonate au-dessus d'un lac (1976) réalisé avec Gunārs Cilinskis, Brasla a reçu le Grand prix du 10e Festival cinématographique de l'URSS à Riga et le prix d’État de la république socialiste soviétique de Lettonie en 1977.
Ses films Novēli man lidojumam nelabvēlīgu laiku (1980) et Emīla nedarbi (1985), Par mīlestību pašreiz nerunāsim (1988), Ūdensbumba resnajam runcim (2005) ont reçu le prix du meilleur film au festival du film letton Lielais Kristaps.
Dans les années 1990, le cinéaste s'est tourné vers le genre documentaire et s'est distingué avec la biographie d'acteur Eduards Pāvuls Kā tev klājas, Eidi? (1996).
De 1962 à 1965 et de 1993 à 2000, Brasla travaillait comme metteur en scène au Théâtre dramatique de Valmiera.
Le 16 novembre 2009, le réalisateur est fait officier de l'Ordre des Trois Étoiles de Lettonie.

## Adaptations au Théâtre de Valmiera
- 1962: La Rhapsodie bleue (Golubaya rapsodiya) de Nikolaï Pogodine
- 1965: Mon pauvre Marat d'Alekseï Arbouzov
- 1991: Charley's Aunt de Brandon Thomas
- 1993: Sōla de Gunars Janovskis
- 1994: Les Flambeurs (Izdedži) de Gunars Janovskis
- 1997: Instituteur de Varkaļu pagasts (Varkaļu pagasta skolotājs) de Jānis Janševskis
- 1997: Le Vent chante doucement dans la cheminée (Kamīnā klusi dzied vējš) de Harijs Gulbis
- 1998: Le temps des arpenteurs de Reinis et Matīss Kaudzīte
- 1999: Le Cadavre vivant de Léon Tolstoï
- 2000: Mary Poppins de Pamela L. Travers
- 2002: Gospođa ministarka de Branislav Nušić
- 2003: Bac à sable (Smilšu kaste) d'Evita Sniedze
- 2004: Médecin de province (Sādžu dakteris) d'Ādolfs Alunāns [4]
- 2005: Pauks et Šmauks d'Enīda Blaitone
- 2005: Ku-kū... de Jānis Jurkāns
- 2005: La vie à trois de Rodney Ackland (en)
- 2006: Trois camarades d'Erich Maria Remarque
- 2006: La locandiera (Mirandolīna jeb sirmums bārdā, bet sātans ribās) de Carlo Goldoni
- 2007: Fables de tante Inès (Ineses tantes mīklainie panti) d'Inese Zandere
- 2008: Tourbillons (Atvari) d'Alvis Lapiņš

## Filmographie
réalisateur
- 1971 : Salātiņš, court métrage
- 1976 : Sonate sur le lac ou Sonate du lac (Ezera sonāte réalisé avec Gunārs Cilinskis)[5]
- 1978 : Pavasara ceļazīme
- 1980 : Novēli man lidojumam nelabvēlīgu laiku
- 1982 : Tereona galva
- 1984 : Parāds mīlestībā
- 1985 : Les Farces d'Emil
- 1987 : Aija
- 1988 : Par mīlestību pašreiz nerunāsim
- 1991 : Mērnieku laiki
- 1993 : Ziemassvētku jampadracis
- 1996 : Kā tev klājas, Eidi? (documentaire)
- 1997-1999 : Palīgā! série télévisée
- 2004 : Ūdensbumba resnajam runcim
- 2005 : Tu tikai neuztraucies
- 2005 : Drēbniecīte Ruta, court métrage

assistant réalisateur
- 1967 : Elpojiet dziļi de Rolands Kalniņš
- 1968 : Mērnieku laiki de Voldemārs Pūce
- 1969 : Trīskārtējā pārbaude d'Aloizs Brenčs
- 1970 : Klāvs - Mārtiņa dēls d'Oļģerts Dunkers
- 1971 : À l'ombre de la mort (Nāves ēnā) de Gunārs Piesis
- 1972 : Ceplis de Rolands Kalniņš
- 1973 : Cāļus skaita rudenī d'Oļģerts Dunkers
- 1973 : Pieskāriens de Rostislav Goriaïev
- 1974 : Uzbrukums slepenpolicijai d'Oļģerts Dunkers
- 1977 : Vīrietis labākajos gados d'Oļģerts Dunkers

## Récompenses
- 1977 : Prix d'Etat de la RSS de Lettonie pour le film Ezera sonāte;
- 1980 : Lielais Kristaps pour le film Novēli man lidojumam nelabvēlīgu laiku ;
- 1985 : Lielais Kristaps pour le film Emīla nedarbi;
- 1988 : Lielais Kristaps pour le film Par mīlestību pašreiz nerunāsim;
- 1993 : Prix du Ministère de la Culture de la Lettonie pour le film Ziemassvētku jampadracis ;
- 2005 : Lielais Kristaps pour le film Ūdensbumba resnajam runcim ;

- 2019 : Lielais Kristaps d'honneur, pour la contribution à l'art cinématographique.